# ATT Investments
ATT Investments (Kod UCI: ATT) – czeska zawodowa grupa kolarska założona w 2011. Od sezonu 2020 znajduje się w dywizji UCI Continental Teams.

## Nazwa grupy w poszczególnych latach
| lata      | nazwa                    |
| --------- | ------------------------ |
| 2011–2016 | Lawi-Author              |
| 2017–2020 | Topforex-Lapierre        |
| 2021      | Topforex ATT Investments |
| od 2022   | ATT Investments          |

## Sezony

### 2024

#### Skład
| Skład drużyny 2024      | Skład drużyny 2024   | Skład drużyny 2024 | Skład drużyny 2024             |
| Imię i nazwisko         | Data urodzenia       | Państwo            | Poprzednia grupa               |
| ----------------------- | -------------------- | ------------------ | ------------------------------ |
| Jan Bittner             | 23 czerwca 2005      | Czechy             |                                |
| Karel Camrda            | 8 czerwca 2001       | Czechy             |                                |
| Márton Dina             | 11 kwietnia 1996     | Węgry              | Eolo-Kometa (2022)             |
| Matyáš Fiala            | 15 marca 2003        | Czechy             |                                |
| Tomáš Jakoubek          | 17 grudnia 1999      | Czechy             | CK Příbram Fany Gastro (2020)  |
| Jan Kašpar              | 18 listopada 2000    | Czechy             |                                |
| Dominik Neuman          | 23 października 1995 | Czechy             | Elkov-Kasper (2023)            |
| Jakub Otruba            | 30 stycznia 1998     | Czechy             | Elkov-Kasper (2022)            |
| Jiří Petruš             | 18 czerwca 1996      | Czechy             |                                |
| Filip Řeha              | 12 marca 2001        | Czechy             | Elkov-Kasper (2023)            |
| Richard Riška           | 27 grudnia 2005      | Słowacja           |                                |
| Bartosz Rudyk           | 18 września 1998     | Polska             | Voster ATS Team (2023)         |
| Michal Schuran          | 30 czerwca 1996      | Czechy             | AC Sparta Praha (2021)         |
| Matthias Schwarzbacher  | 22 grudnia 2005      | Słowacja           |                                |
| Matúš Štoček            | 12 marca 1999        | Słowacja           | Beltrami TSA-Marchiol (2020)   |
| Daniel Turek            | 19 stycznia 1993     | Czechy             | Felbermayr Simplon Wels (2022) |
| Šimon Vaníček           | 1 października 1999  | Czechy             |                                |
|                         |                      |                    |                                |
| Źródło: ProCyclingStats |                      |                    |                                |

#### Zwycięstwa
| Zwycięstwa | Zwycięstwa                                                      | Zwycięstwa | Zwycięstwa | Zwycięstwa             | Zwycięstwa |
| Data       | Wyścig                                                          | Państwo    | Kategoria  | Zwycięzca              |            |
| ---------- | --------------------------------------------------------------- | ---------- | ---------- | ---------------------- | ---------- |
| 11 maj     | Silesian Classic                                                | Polska     | 1.2        | Jakub Otruba           |            |
| 19 maj     | GP Gorenjska                                                    | Słowenia   | 1.2        | Michal Schuran         |            |
| 19 maj     | Tour of Greece, 5. etap                                         | Grecja     | 2.1        | Bartosz Rudyk          |            |
| 30 maj     | Małopolski Wyścig Górski, prolog                                | Polska     | 2.2        | Márton Dina            |            |
| 31 maj     | Małopolski Wyścig Górski, 1. etap                               | Polska     | 2.2        | Márton Dina            |            |
| 15 cze     | Slovakia National Road Cycling Championships - Men U23 ITT      | Słowacja   | CN         | Matthias Schwarzbacher |            |
| 14 lip     | Czech Republic National Road Cycling Championships - Men U23 RR | Czechy     | CN         | Matyáš Fiala           |            |
| 25 lip     | Dookoła Mazowsza, 2. etap                                       | Polska     | 2.2        | Bartosz Rudyk          |            |
| 22 sie     | West Bohemia Tour, prolog                                       | Czechy     | 2.2U       | Matthias Schwarzbacher |            |
| 28 sie     | Dookoła Bułgarii, 4. etap                                       | Bułgaria   | 2.2        | Jakub Otruba           |            |

### 2023

#### Skład
| Skład drużyny 2023         | Skład drużyny 2023 | Skład drużyny 2023 | Skład drużyny 2023             |
| Imię i nazwisko            | Data urodzenia     | Państwo            | Poprzednia grupa               |
| -------------------------- | ------------------ | ------------------ | ------------------------------ |
| Karel Camrda               | 8 czerwca 2001     | Czechy             |                                |
| Filip Chýle                | 23 września 2004   | Czechy             |                                |
| Márton Dina                | 11 kwietnia 1996   | Węgry              | Eolo-Kometa (2022)             |
| Tomáš Jakoubek             | 17 grudnia 1999    | Czechy             | CK Příbram Fany Gastro (2020)  |
| Jan Kašpar                 | 18 listopada 2000  | Czechy             |                                |
| Pavel Kelemen              | 28 maja 1991       | Czechy             | AC Sparta Praha (2022)         |
| Gert Kivistik              | 3 grudnia 1995     | Estonia            |                                |
| Petr Klabouch              | 14 sierpnia 1999   | Czechy             |                                |
| Jakub Otruba               | 30 stycznia 1998   | Czechy             | Elkov-Kasper (2022)            |
| Jiří Petruš                | 18 czerwca 1996    | Czechy             |                                |
| Mihkel Räim (1 sty–31 sie) | 3 lipca 1993       | Estonia            | Burgos-BH (2022)               |
| Michal Schuran             | 30 czerwca 1996    | Czechy             | AC Sparta Praha (2021)         |
| Daniel Sporysch            | 5 stycznia 2003    | Czechy             |                                |
| Matěj Stránský             | 25 sierpnia 2003   | Czechy             |                                |
| Daniel Turek               | 19 stycznia 1993   | Czechy             | Felbermayr Simplon Wels (2022) |
|                            |                    |                    |                                |
| Źródło: ProCyclingStats    |                    |                    |                                |

#### Zwycięstwa
| Zwycięstwa       | Zwycięstwa                                        | Zwycięstwa | Zwycięstwa | Zwycięstwa     | Zwycięstwa |
| Data             | Wyścig                                            | Państwo    | Kategoria  | Zwycięzca      |            |
| ---------------- | ------------------------------------------------- | ---------- | ---------- | -------------- | ---------- |
| 5 marca 2023     | South Aegean Tour, klasyfikacja generalna         | Grecja     | 2.2        | Jakub Otruba   |            |
| 1 cze            | Małopolski Wyścig Górski, prolog                  | Polska     | 2.2        | Márton Dina    |            |
| 2 cze            | Małopolski Wyścig Górski, 1. etap                 | Polska     | 2.2        | Tomáš Jakoubek |            |
| 4 cze            | Małopolski Wyścig Górski, 3. etap                 | Polska     | 2.2        | Márton Dina    |            |
| 4 czerwca 2023   | Małopolski Wyścig Górski, klasyfikacja generalna  | Polska     | 2.2        | Márton Dina    |            |
| 22 cze           | Mistrzostwa Słowacji – jazda indywidualna na czas | Słowacja   | CN         | Matúš Štoček   |            |
| 22 cze           | Mistrzostwa Czech – jazda indywidualna na czas    | Czechy     | CN         | Jakub Otruba   |            |
| 25 cze           | Mistrzostwa Słowacji – start wspólny              | Słowacja   | CN         | Matúš Štoček   |            |
| 29 cze           | Wyścig Solidarności i Olimpijczyków, 3. etap      | Polska     | 2.2        | Tomáš Jakoubek |            |
| 31 sierpnia 2023 | Dookoła Bułgarii, klasyfikacja generalna          | Bułgaria   | 2.2        | Michal Schuran |            |

### 2022

#### Skład
| Skład drużyny 2022      | Skład drużyny 2022 | Skład drużyny 2022 | Skład drużyny 2022           |
| Imię i nazwisko         | Data urodzenia     | Państwo            | Poprzednia grupa             |
| ----------------------- | ------------------ | ------------------ | ---------------------------- |
| Miká Heming             | 6 kwietnia 2000    | Niemcy             | Maloja Pushbikers (2021)     |
| Tomáš Bárta             | 28 kwietnia 1999   | Czechy             | Tufo-Pardus Prostějov (2020) |
| Karel Camrda            | 8 czerwca 2001     | Czechy             |                              |
|                         |                    |                    |                              |
| Źródło: ProCyclingStats |                    |                    |                              |

#### Zwycięstwa
| Zwycięstwa | Zwycięstwa                        | Zwycięstwa | Zwycięstwa | Zwycięstwa  | Zwycięstwa |
| Data       | Wyścig                            | Państwo    | Kategoria  | Zwycięzca   |            |
| ---------- | --------------------------------- | ---------- | ---------- | ----------- | ---------- |
| 27 mar     | Tour of Rhodes, 3. etap           | Grecja     | 2.2        | Miká Heming |            |
| 2 maj      | Karpacki Wyścig Kurierów, 2. etap | Polska     | 2.2U       | Miká Heming |            |
| 17 lip     | Gemenc Grand Prix, 2. etap        | Węgry      | 2.2        | Tomáš Bárta |            |

### 2021

#### Skład
| Skład drużyny 2021      | Skład drużyny 2021 | Skład drużyny 2021 | Skład drużyny 2021            |
| Imię i nazwisko         | Data urodzenia     | Państwo            | Poprzednia grupa              |
| ----------------------- | ------------------ | ------------------ | ----------------------------- |
| Tomáš Bárta             | 28 kwietnia 1999   | Czechy             | Tufo-Pardus Prostějov (2020)  |
| Karel Camrda            | 8 czerwca 2001     | Czechy             |                               |
| Petr Fiala              | 30 sierpnia 1995   | Czechy             | AC Sparta Praha (2020)        |
| Marek Gajdula           | 27 kwietnia 2001   | Słowacja           |                               |
| Petr Hetfleiš           | 2 maja 2001        | Czechy             |                               |
| František Honsa         | 15 maja 2000       | Czechy             | AC Sparta Praha (2019)        |
| Tomáš Jakoubek          | 17 grudnia 1999    | Czechy             | CK Příbram Fany Gastro (2020) |
| Matyáš Janoš            | 29 maja 2001       | Czechy             |                               |
| Petr Klabouch           | 14 sierpnia 1999   | Czechy             |                               |
| Jiří Petruš             | 18 czerwca 1996    | Czechy             |                               |
| Matúš Štoček            | 12 marca 1999      | Słowacja           | Beltrami TSA-Marchiol (2020)  |
| Karel Tyrpekl           | 14 sierpnia 1999   | Czechy             | Tufo-Pardus Prostějov (2020)  |
| Martin Voltr            | 27 grudnia 2001    | Czechy             |                               |
|                         |                    |                    |                               |
| Źródło: ProCyclingStats |                    |                    |                               |